# Schmausenbuck
Der Schmausenbuck ist eine Erhöhung (ca. 390 m ü. NHN) am östlichen Rand von Nürnberg inmitten des Lorenzer Reichswaldes, an dessen Südhang sich seit Mai 1939 der Nürnberger Tiergarten befindet.
Das gesamte Gelände am Schmausenbuck sowie der angrenzende Nürnberger Tiergarten sind als Landschaftsschutzgebiet (LSG-00536.16) und Bestandteil des Natura 2000 Netzwerkes und als Schutzgebiet DE6532372, Tiergarten Nürnberg mit Schmausenbuck, ausgewiesen.

## Geschichte
Der aus mehreren Kuppen bestehende ehemalige Reuhelberg wurde nach dem Rotbierbrauer Georg Schmaus (1619–1682) benannt, der das Gelände im Jahre 1670 von der Stadt Nürnberg kaufte. Der Schmausenbuck war bis zur Eingemeindung von Brunn (407 m) die höchste Erhebung im Nürnberger Stadtgebiet. Die höchste Kuppe trägt den Namen Gritz (von althochdeutsch Grütz = magerer Waldboden). Der dort gewonnene Burgsandstein diente bis in die Neuzeit als Baustoff für die Stadt. Um 1800 wurden die alten Steinbrüche als Naturtheater genutzt; sie sind heute teilweise in das Gelände des Tiergartens integriert.
1831 kaufte Albert Johann Cramer, der Vater von Theodor von Cramer-Klett, das Schmausenschloss und den Schmausenbuck. Er ließ das Gelände zu einem romantischen Vergnügungspark mit Burgruine und einer Einsiedelei umgestalten. Der abgeschlossene Park wurde nur an wenigen Tagen im Jahr für die Bevölkerung geöffnet.
Bereits im 18. Jahrhundert wurde auf der Westseite eine Gaststätte errichtet. Der Besitzer Fikenscher ließ das alte Wirtshaus 1877–81 um ein modernes Restaurations- und Hotelgebäude und einen großen Orchestersaalbau erweitern und betrieb die Einrichtung als Sommerfrische und Kur- und Vergnügungsort. 1881 wurde der Verschönerungsverein für den Schmausenbuck gegründet, der Wege und Brücken anlegen und den 41 Meter hohen Schmausenbuckturm auf der Gritz errichten ließ.
Mit dem Bau des Aussichtsturms wurde am 5. Mai 1887 begonnen. Er ersetzte die sogenannte Himmelsleiter, ein pyramidenförmiges Holzgerüst aus Baumstämmen. Am 8. Mai 1888 wurde der mit einem hohen, spitzen Blechdach versehene steinerne Turm eröffnet. Durch Beschuss der Alliierten im Jahr 1945 wurde er beschädigt und erst 1965 in seiner heutigen Form mit einer Höhe von 29 Metern wieder aufgebaut. Der denkmalgeschützte Aussichtsturm mit seiner Aussichtsplattform auf 413,87 m ü. NN ist jährlich von Mai bis September an Sonn- und Feiertagen von 13 bis 17 Uhr geöffnet. Auf dem Schmausenbuckturm befindet sich seit 2022 das DMR Amateurfunkrelais DM0NBG (438,525 MHz).
Auch einer der vier Hochbehälter der Nürnberger Trinkwasserversorgung befindet sich auf dem Schmausenbuck. Die drei Gewölbe aus den Jahren 1885, 1902 und 1918 mit einem Gesamtfassungsvermögen von 70.000 m³ sind in einem erdbedeckten Hügel untergebracht.
Der Bund Naturschutz veranstaltet jährlich im Juli ein Reichswaldfest mit naturkundlichen Führungen am Schmausenbuck.

## Sport
Der Schmausenbuck ist durch ein weitreichendes Pfad- und Wegenetz für Wanderer und Radfahrer interessant.
Im Winter steht bei entsprechender Schneelage eine etwa einen Kilometer lange Naturrodelbahn am Nordhang zur Verfügung. An den Sandsteinfelsen des Steinbruchs kann gebouldert werden.
In den letzten Jahren wurden im Bereich östlich des Tiergartens einige Trails für Mountainbiker errichtet. Diese wurden teilweise illegal errichtet, weshalb sie im Juli 2020 von den Bayerischen Staatsforsten abgerissen wurden.
Im Ausgleich dafür wurde am Schmausenbuck nun durch die Stadt Nürnberg und die Bayerischen Staatsforsten ein offizieller Bikepark errichtet.

## Geotop
Die Felswand ist vom Bayerischen Landesamt für Umwelt (LfU) als geowissenschaftlich wertvolles Geotop (Geotop-Nummer: 564G002) ausgewiesen.

## Buchenklinge

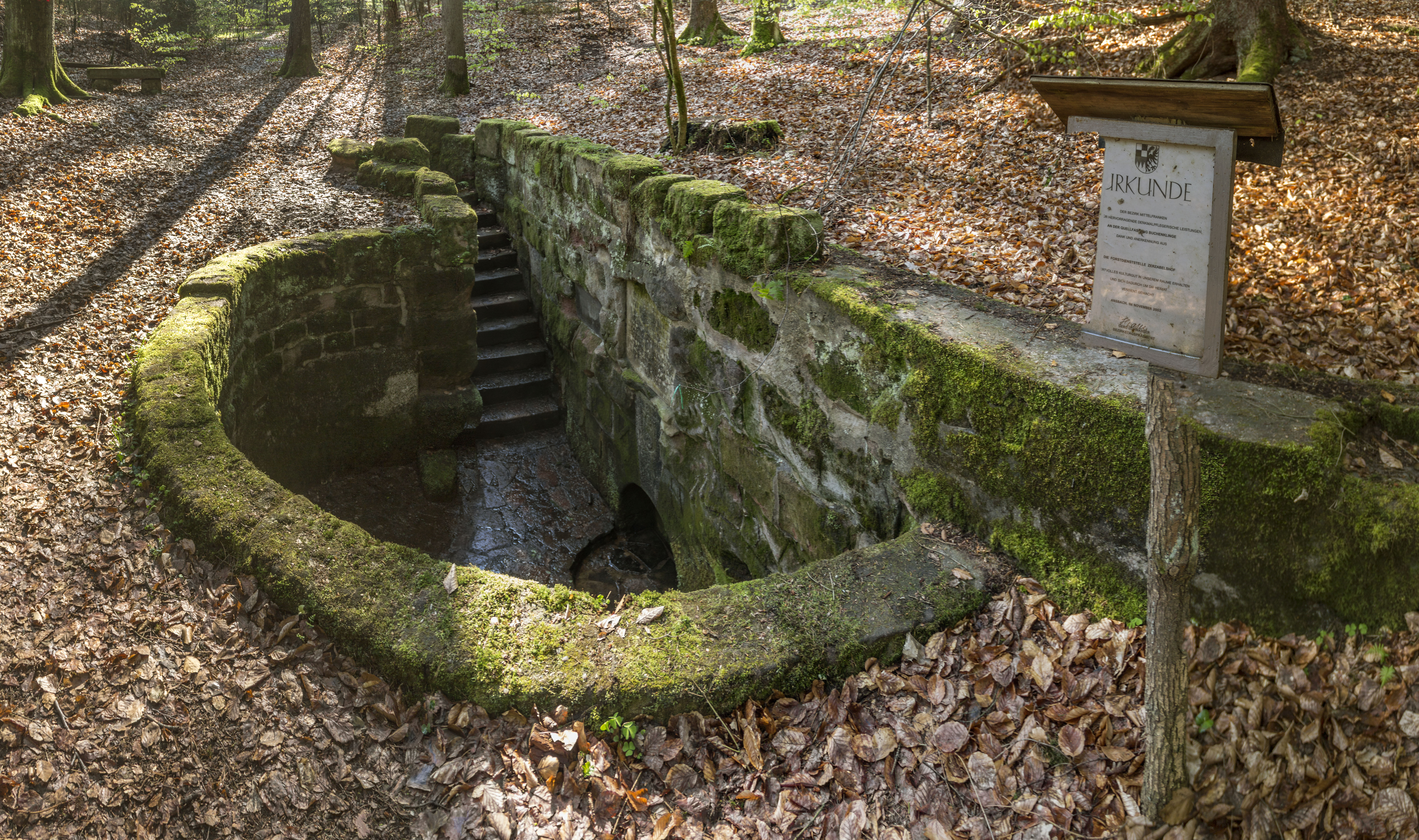
Die Buchenklinge, April 2014

Der Schmausenbuck wurde im Mittelalter wegen der dortigen 1806 verbotenen Vogelherdanlagen häufig besucht und war auch als Vergnügungsort beliebt. Am Nordosthang des Klingenberges befindet sich die Buchenklinge. Die Schichtquelle mit sehr geringer Schüttung wurde erstmals 1372 anlässlich einer Renovierung erwähnt. Die Quellfassung mit symmetrischer Anlage und mit geschwungener Sandsteintreppe wurde 1908 erneuert und 1932 sowie 2000 renoviert. Sie ist vom Bayerischen Landesamt für Denkmalpflege als Baudenkmal (D-5-74-465-1) ausgewiesen. Die in Stein gefasste Brunnen- und Quellanlage diente als Rastplatz für Steinbrucharbeiter und Ausflügler. Nach dem Dreißigjährigen Krieg verlagerte sich der Ausflugsverkehr trotz mehrerer Renovierungen der Quellfassung auf den vorderen Schmausenbuck.

## Fauna und Flora
- Blindschleiche
- Feuersalamander
- Gelbbauchunke
- Kreuzotter